# Плессен, Кристиан Людвиг фон

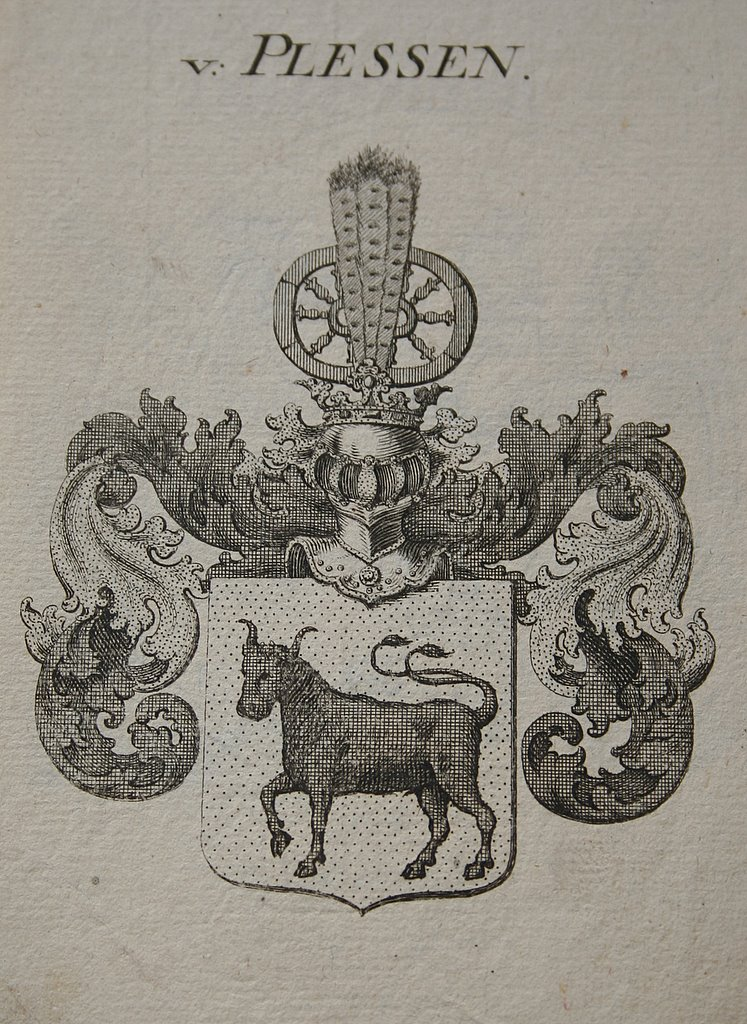
Герб рода Плессенов

Кристиан Людвиг фон Плессен (дат. Christian Ludvig von Plessen; 10 декабря 1676, Шверин — 30 августа 1752, Копенгаген) — датский государственный и политический деятель.

## Биография
Представитель старинного дворянского рода фон Плессен из Мекленбурга, известного с 1097 года. Сын государственного, политического и дипломатического деятеля Кристиана Зигфрида фон Плессена. Брат политика Карла фон Плессена.
Образование получил в университете Киля.
Служил камер-юнкером короля Кристиана V.
Занимал важные государственные должности во время правления короля Кристиана VI, с 1725 года был тайным советником и членом королевского совета Дании, камергером, губернатором амта.
С 1730 года занимал пост министра финансов Дании. Провёл ряд реформ, уделял особое внимание погашению государственного долга.
Как и его брат Карл, был активно участвовал в деятельности Датской азиатской компании, которая вела торговлю с Индией и Китаем и Датской Вест-Индской компании, благодаря чему значительно увеличил свои владения и состояние.

## Награды
- Орден Данеброг (1713)
- Орден Слона (1727)
- Орден Совершенного согласия (1732)